# Megaselia tabida
Megaselia tabida är en tvåvingeart som beskrevs av Colyer 1956. Megaselia tabida ingår i släktet Megaselia och familjen puckelflugor. Inga underarter finns listade i Catalogue of Life.